# Ecuația difuziei
În fizică și matematică ecuația difuziei este o ecuație cu derivate parțiale parabolică. În fizică, descrie comportamentul macroscopic al multor microparticule în mișcare browniană, rezultat din mișcările și coliziunile aleatorii ale particulelor (vezi legile lui Fick). În matematică, este legată de procesele Markov – cum ar fi mersurile aleatorii⁠(d) – și este aplicată în multe alte domenii, cum ar fi știința materialelor, teoria informației și biofizica. Ecuația difuziei este un caz particular al ecuației de convecție–difuzie⁠(d) atunci când vitezele macroscopice relative din volum sunt nule. În anumite circumstanțe este echivalentă cu ecuația propagării căldurii.

## Istoric
Ecuația difuziei particulelor a fost obținută inițial de Adolf Fick în 1855.

## Enunț
De obicei ecuația se scrie:
{\displaystyle {\frac {\partial \phi (\mathbf {r} ,t)}{\partial t}}=\nabla \cdot {\big [}D(\phi ,\mathbf {r} )\ \nabla \phi (\mathbf {r} ,t){\big ]},}
unde ϕ(r, t) este densitatea materialului care difuzează în poziția r și momentul t, D(ϕ, r) este coeficientul de difuzie colectivă a densității ϕ în poziția r, iar ∇ este operatorul diferențial vectorial nabla. Dacă coeficientul de difuzie depinde de densitate, atunci ecuația este neliniară, altfel este liniară.
Ecuația de mai sus se aplică atunci când coeficientul de difuzie este izotrop. În cazul difuziei anizotrope, D este o matrice simetrică pozitiv definită, iar ecuația se scrie (pentru difuzie tridimensională) ca:
{\displaystyle {\frac {\partial \phi (\mathbf {r} ,t)}{\partial t}}=\sum _{i=1}^{3}\sum _{j=1}^{3}{\frac {\partial }{\partial x_{i}}}\left[D_{ij}(\phi ,\mathbf {r} ){\frac {\partial \phi (\mathbf {r} ,t)}{\partial x_{j}}}\right]}
Ecuația difuziei are numeroase soluții analitice.
Dacă D este constant, atunci ecuația se reduce la următoarea ecuație diferențială liniară⁠(d):
{\displaystyle {\frac {\partial \phi (\mathbf {r} ,t)}{\partial t}}=D\nabla ^{2}\phi (\mathbf {r} ,t),}
care este identică cu ecuația propagării căldurii.

## Obținere
Ecuația difuziei poate fi obținută trivial din ecuația de continuitate, care afirmă că o modificare a densității în orice parte a sistemului se datorează intrării și ieșirii de materie în și din acea parte a sistemului. Practic, nu se creează sau se distruge materia:
{\displaystyle {\frac {\partial \phi }{\partial t}}+\nabla \cdot \mathbf {j} =0,}
unde j este fluxul de materie. Ecuația difuziei poate fi obținută cu ușurință din aceasta, atunci când este combinată fenomenologic cu prima lege a lui Fick, care afirmă că fluxul de materie care difuzează în orice parte a sistemului este proporțional cu gradientul local al densității:
{\displaystyle \mathbf {j} =-D(\phi ,\mathbf {r} )\,\nabla \phi (\mathbf {r} ,t).}

## Discretizare
Ecuația difuziei este continuă atât în spațiu, cât și în timp. Se poate discretiza spațiul, timpul sau ambele, care apar în aplicație. Discretizarea timpului corespunde doar cazului unor momente de timp ale sistemului continuu în care nu apar fenomene noi. Prin discretizarea spațiului, funcția lui Green⁠(d) devine nucleul gaussian⁠(d) discret în loc de nucleul gaussian continuu. Prin discretizarea atât a timpului, cât și a spațiului, se obține mersul aleatoriu.

## Discretizarea în prelucrarea imaginilor
Pentru a rescrie ecuația tensorială de difuzie anizotropă, în schemele standard de discretizare se folosește regula derivării unui produs, deoarece discretizarea directă a ecuației difuziei doar cu diferențe centrale spațiale de ordinul întâi duce la artefacte de tip tablă de șah. Ecuația difuziei rescrisă utilizată în filtrarea imaginilor:
{\displaystyle {\frac {\partial \phi (\mathbf {r} ,t)}{\partial t}}=\nabla \cdot \left[D(\phi ,\mathbf {r} )\right]\nabla \phi (\mathbf {r} ,t)+{\rm {tr}}{\Big [}D(\phi ,\mathbf {r} ){\big (}\nabla \nabla ^{\text{T}}\phi (\mathbf {r} ,t){\big )}{\Big ]}}
unde cu tr este notată urma tensorului de ordinul doi, iar cu „exponentul” T este notată transpusa, în care, în filtrarea imaginilor, D(ϕ, r) sunt matrici simetrice construite din vectorii proprii ai tensorilor de structură⁠(d) ai imaginii. Derivatele spațiale pot fi apoi aproximate prin două diferențe finite⁠(d) centrale de ordinul întâi și una de ordinul al doilea. Algoritmul de difuzie rezultat poate fi scris ca o convoluție a imaginii cu un nucleu (șablon) variabil de dimensiunea 3 × 3 în 2D și 3 × 3 × 3 în 3D.